# Trigonopterus monticola

Trigonopterus monticola  (лат.) — вид жуков-долгоносиков рода Trigonopterus из подсемейства Cryptorhynchinae (Curculionidae). Встречаются на острове Новая Гвинея. Папуа (провинция Индонезии), Jayapura Reg., Cyclops Mts: 1000–1510 м.

## Описание
Мелкие нелетающие жуки-долгоносики, длина от 2,63 до 3,53 мм; в основном чёрного цвета; усики и лапки коричневые; ноги частично покрыты беловатыми чешуйками. Тело овальное, с перетяжкой между переднеспинкой и надкрыльями. Усики апикально утолщённые, булавовидные. Пронотум и надкрылья мелко пунктированные, гладкие и блестящие. Крылья отсутствуют. Рострум укороченный, в состоянии покоя не достигает середины средних тазиков. Надкрылья с 9 бороздками. Коготки лапок мелкие. В более ранних работах упоминался как «Trigonopterus sp. 3».
Вид был обнаружен в первичном тропическом лесу. Впервые описан в 2013 году немецким колеоптерологом Александром Риделем (Alexander Riedel; Museum of Natural History Karlsruhe, Карлсруэ, Германия), совместно с энтомологами Катайо Сагата (Katayo Sagata; Papua New Guinea Institute for Biological research (PNG-IBR), Goroka, Папуа Новая Гвинея), Суриани Сурбакти (Suriani Surbakti; Jurusan Biology, FMIPA-Universitas Cendrawasih, Kampus Baru, Джаяпура, Папуа, Индонезия), Рене Тэнзлером (Rene Tänzler; Zoological State Collection, Мюнхен) и Майклом Бальке (Michael Balke; GeoBioCenter, Ludwig-Maximilians-University, Мюнхен, Германия), осуществившими ревизию фауны жуков рода Trigonopterus на острове Новая Гвинея.